# Франка, Силия
Силия Франка (англ. Celia Franca, настоящая фамилия Франкс) — английская артистка балета и хореограф, работавшая в Великобритании и Канаде. Художественный руководитель Национального балета Канады в 1951—1974 годах, компаньон ордена Канады, лауреат Премии Молсона и Премии генерал-губернатора.

## Биография
Силия Франкс родилась в Лондоне в бедной еврейской семье. Начав заниматься танцем с четырёх лет, она училась в Гилдхоллской школе музыки, а затем в Королевской академии танца, на обучение в которой получила стипендию и где среди её учителей были Мари Рамбер, Станислав Идзиковский и Энтони Тюдор. С 1936 года она танцевала как Силия Франка в нескольких балетных труппах, включая «Балет Рамбер» и Балет Сэдлер-Уэллс, выступления в котором пришлись на военные годы. После войны, в 1947—1951 годах, была прима-балериной труппы «Метрополитен-балет», а также занимается преподаванием и постановкой балетов. В 1949 и 1950 годах она стала первым хореографом, ставившим балеты для телевизионных программ Би-Би-Си.
В 1951 году Сильвия Франка принимает предложение возглавить создаваемый Национальный балет Канады. В следующие 24 года она является его бессменным художественным директором, режиссёром, а до 1959 года также и исполнительницей главных партий, среди которых выделяются Жизель в одноименном балете и Одилия в «Лебедином озере». В 1959 году при её участии основана Национальная балетная школа Канады, которую возглавила её подруга Бетти Олифант. Она формирует репертуар Национального балета с опорой на классические произведения — этот факт вместе с авторитарной манерой управления принес ей ярлык «культурного колонизатора», неспособного понять особенности канадской культуры и сделавшей из национальной балетной труппы копию Балета Садлер-Уэллз. Когда в 1961 году Совет Канады, принимая решение о том, поддерживать ли канадские балетные труппы, приглашает экспертов с международной репутацией оценить их уровень, Национальный балет получает уничтожающие отзывы. Тем не менее установка на классический репертуар принесла плоды и вывела Национальный балет Канады в число ведущих танцевальных трупп мира. В 1970 году телевизионная постановка балета «Золушка» в хореографии Франки приносит Канаде первую премию «Эмми». Среди других примечательных работ Национального балета в годы руководства Франки — «Ромео и Джульетта» (приз Рене Бартелеми наМеждународном телевизионном фестивале в Монте-Карло, 1966 год), «Лебединое озеро» (номинация на «Эмми», 1968 год) и «Спящая красавица» с Рудольфом Нуреевым (лауреат «Эмми», 1973 год). Именно Франка распознала таланты Вероники Теннант и Карен Кейн, предложив им уже на заре их карьер роли Джульетты и королевы лебедей в «Лебедином озере».
После ухода в 1974 году из базирующегося в Торонто Национального балета Силия Франка вначале направилась в КНР, где помогала восстанавливать классический балет после культурной революции, а позже поселилась в Оттаве, где её третий муж Джеймс Мортон (до него она была замужем за танцором Балета Рамбер Лео Керсли, а затем за Бертом Андерсоном) был первым кларнетом оркестра Национального центра искусств. В эти годы она сотрудничала с Оттавской школой танца как художественный директор и преподаватель, а в 1985 году в школе была учреждена стипендия, носящая её имя. С 1979 года действует также Фонд Силии Франки, ставящий перед собой задачи поддержки талантливых танцоров. Франка также дважды избиралась в правление Совета Канады по искусству.
Силия Франка умерла в Оттаве 19 февраля 2007 года, на 86-м году жизни, пережив своего последнего мужа на десять лет.

## Признание заслуг
В 1967 году Силия Франка была произведена в офицеры Ордена Канады (с 1985 года — компаньон Ордена Канады, его высшая степень). В 1974 году Франка становится лауреатом Премии Молсона, а в 1994 году лауреатом Премии генерал-губернатора. Она также являлась почетным доктором нескольких канадских университетов и почетной гражданкой Вашингтона и Майами.